# Tim Connelly
Tim Connelly est un dirigeant américain de basket-ball. Il est manager général des Timberwolves du Minnesota de 2022 à 2024. Connelly est ensuite président des Timberwolves.

## Carrière
Tim Connelly a occupé différents postes aux Wizards de Washington, au département du recrutement, en tant qu'assistant coordinateur vidéo. En 2010, il rejoint les Hornets de la Nouvelle-Orléans en tant que manager général assistant. Le 17 juin 2013, il est nommé vice-président exécutif des opérations basket-ball et manager général des Nuggets de Denver, en remplacement du NBA Executive of the Year 2013, Masai Ujiri.